# O Moinho Vermelho
O Moinho Vermelho (em holandês: De rode molen) é uma pintura a óleo sobre tela realizada por pelo artista holandês Piet Mondrian em 1911. Está exposta no Gemeentemuseum, em Haia (Países Baixos).

## Sobre a obra
A pintura em primeiro plano mostra um moinho de vento vermelho com uma pequena abertura em seu centro que é uma janela. Ao localizar a fissura, os olhos do observador são levados para a parte superior da tela, revelando a magnitude do objeto central. Além do fundo de cor azul contrastar fortemente com o moinho, ele apresenta traços das hélices do moinho também em azul, mas com tonalidade mais escura, a técnica dá impressão de que as hélices do objeto estão em movimento. O moinho vermelho é uma referência a abstração holandesa e se associa ao movimento Simbolismo no final do século XIX, que fica mais evidente com o reconhecimento de Mondriaan.